# Тиса (приток Сылвы)
Тиса — река в России, протекает по Пермскому краю и Свердловской области. Устье реки находится в 167 км по левому берегу реки Сылва. Длина реки составляет 28 км.

## Данные водного реестра
По данным государственного водного реестра России относится к Камскому бассейновому округу, водохозяйственный участок реки — Сылва от истока и до устья, речной подбассейн реки — Кама до Куйбышевского водохранилища (без бассейнов рек Белой и Вятки). Речной бассейн реки — Кама.
Код объекта в государственном водном реестре — 10010100812111100012654.

## Населённые пункты на Тисе
- Верх-Тиса
- Дербушева
- Ларичи
- Пастухово
- Елесино